# Dietlind Petzold
Dietlind Petzold (* 1941 in Dortmund) ist eine deutsche Bildhauerin und Malerin.

## Person
Dietlind Petzold wuchs in Worpswede und Bremen auf. Von 1960 bis 1964 studierte sie Literaturwissenschaft und Pädagogik an den Universitäten Hamburg und Marburg. Im Jahr 1967 heiratete sie Lutz Lesle; die Ehe wurde 1979 geschieden und blieb kinderlos. In den siebziger Jahren wandte sie sich intensiv der Bildhauerei zu. Eingehende Auseinandersetzung mit den Arbeiten von Gustav Seitz und Bernhard Heiliger. Ab 1977 selbständige Bildhauerin. 1979 übersiedelte sie nach Suvereto/Italien, wo sie sich intensiv der Marmorbildhauerei widmet (Pietrasanta). 2012/13 Umzug nach Deutschland, Heckenbeck.
Dietlind Petzold ist im In- und Ausland durch ihre feinen, konzentrierten Marmorarbeiten und ihre Großskulpturen in Edelstahl und Marmor(Granit) bekannt geworden. Ihre Werke befinden sich nicht nur bei vielen privaten Sammlern, sondern auch in zahlreichen Städten und öffentlichen Sammlungen.
|  |  |  |

## Künstlerisches Schaffen
Ausgehend von der Figur (Porträt und Tierplastik) wendet sich das künstlerische Schaffen von Dietlind Petzold immer mehr der Abstraktion zu.
- 1984 künstlerische Umsetzung des Gilgameschepos (Skulptur)
- 1985/86 Skulpturenzyklus zum Roman „Hundert Jahre Einsamkeit“ (G.G.Márquez)
- 1987/88 Skulpturenzyklus in omaggio an Arthur Schopenhauer („Die Welt als Wille und Vorstellung“)
- 1989 Bildhauersymposium in Hannover/Langenhagen
- 1989–1995 freie Arbeiten in Marmor und intensive Auseinandersetzung mit der Entwicklung des abstrakten Porträts
- Seit 1995 entstehen Großskulpturen in Marmor/Granit und Edelstahl
- 1. Preis im internationalen Wettbewerb zum Thema Resistenza e Liberazione, 1995 Ausführung der Arbeit.
- Im selben Jahr Einladung zur Teilnahme an der internationalen Biennale für Skulptur in Padova/Italien
- 1997 Verse von Nelly Sachs inspirieren Leinwandreliefs
- 1999 Ausführung der Großskulptur Aufbruch (h 4m) für den Skulpturenweg Bad Gandersheim – Lamspringe
- Von 1997 bis 2000 entsteht als Beitrag zur Jahrtausendwende der umfassende Skulpturenzyklus Über die Schwelle (I sentieri dell’anima). Er wird der Öffentlichkeit in einer großen Wanderausstellung von Italien (L’Aquila, Castello Spagnolo) nach Deutschland (Moers, Brunshausen und Hamburg) vorgestellt.
- Daraus entwickelt sich 2001 die Idee der Fenster (-Skulpturen) für eine Ausstellung im Europa-Parlament in Brüssel.
- Seit 2002 freie Arbeiten
- 2004–2005 Das Thema Risse drängt sich in den Vordergrund und wird in Bildern (Acryl auf Leinwand und Aquarellen) bearbeitet.
- 2006 Es entstehen die Porträts Besondere Menschen (Acryl auf Leinwand).

Außerdem beginnt die Arbeit an dem neuen (zunächst malerischen) Projekt Lebensentwürfe.
- 2007 erscheint Heckenbeck und drum herum (50 humoristische Zeichnungen)
- 2009 und 2011 Studienreisen in die Atacama-Wüste (Chile)
- 2014/15 Entwurf für eine Skulpturenlandschaft für Bad Gandersheim
- Seit 2015 entsteht der cosmo immaginario – ein kleiner Zusatzentwurf zur bestehenden Schöpfung in Bild (Acryl auf Leinwand) und Skulptur (Holz, Eisen, Messingschräubchen und Fäden). Er ist von der – durch Reisen in die Atacama-Wüste angeregten – Beschäftigung mit Astronomie und Kosmos geprägt und zeigt eine neue Sichtweise in der Kunst.
- Seit 2019 entsteht neben dem Atelier ein Skulpturengarten
- 2021–2023 Entwurf, Ausführung und Aufstellung der Skulptur Lichtes Träumen im Auepark von Bad Gandersheim

|  |  |  |  |  |

## Ausstellungen (Auswahl)
- 1979 München, Galerie v. Kapff
- 1982 Florenz/Italien, Galleria d’arte Teorema
- 1983 Alpirsbach, Alpirsbacher Galerie
- 1986 Campione/Schweiz, Galleria Civica
- 1987 Florenz/Italien, Galleria d’arte Teorema
- 1988 Osterholz-Scharmbeck, Kunstverein
- 1989 Hamburg, Kunstetage der Dresdner Bank
- 1989 Hannover/Langenhagen, Bildhauersymposium
- 1990 Gent/Belgien, Lineart
- 1991 Bad Gandersheim, Kulturzentrum Brunshausen
- 1991 Stuttgart, Plastik im Freien
- 1991 Brügge/Belgien, Galerie Amphora
- 1992 Marbach a. N., Galerie Feilhauer
- 1992 Winterthur/Schweiz, Galerie im Werkstattladen
- 1993 Hamburg, Kunstetage der Dresdner Bank
- 1994 Essen, Galerie Dobler
- 1994 Bologna/Italien, ArteFiera ’94
- 1995 Fulda, Städtisches Klinikum
- 1995 Cuxhaven, Galerie ARTICA
- 1995 Padova/Italien, Biennale für Skulptur
- 1996 Milano/Italien, Miart
- 1996 Hannover, Großraum Hannover
- 1996 Köln, Art Cologne
- 1997 Bevern, Schloss Bevern
- 1998 Hamburg, Galerie Meißner
- 1999 Düsseldorf, Kunstmarkt Düsseldorf
- 1999 Bologna/Italien, ArteFiera ’99
- 2000 Husum, Kunstverein
- 2000 Beginn der Wanderausstellung I sentieri dell’anima in

L’Aquila/Italien, Castello spagnolo
Moers, Eurotec
- 2001 Fortsetzung der Wanderausstellung in

Brunshausen, Kulturzentrum
Hamburg, Fleethof
- 2001 Brüssel/Belgien, Europa-Parlament
- 2002 Sulmona/Italien, Premio Sulmona
- 2004 Eröffnung des Studio Amaranta mit einer Retrospektive
- 2005 Göttingen, Galerie Alte Feuerwache
- 2017 Einbeck, Kunsthaus Einbeck

Winterthur/Schweiz, Galerie im Werkstattladen
Northeim, Alte Brauerei
- 2019 Sindelfingen, Kunstmesse

Einbeck, Diekturm
- 2022 ART Karlsruhe, Kunstmesse
- 2023 ART Karlsruhe, Kunstmesse

## Kataloge
- Solitudine, Einsamkeit (1986, deutsch/italienisch), Text Dino Pasquali
- Skulpturen in omaggio an Arthur Schopenhauer (1988, deutsch/italienisch), Text Dino Pasquali
- Skulpturen 1990 -1994 (1995, deutsch/italienisch), Text Beatrix Nobis
- I sentieri dell’anima –Über die Schwelle (2000, deutsch/italienisch), Texte Giorgio Di Genova, Marcello Venturoli
- Fenster (2001, deutsch/englisch) Text Monika Begemann-Deppe